# NGC 3510
NGC 3510 is een balkspiraalstelsel in het sterrenbeeld Kleine Leeuw. Het hemelobject werd op 11 april 1785 ontdekt door de Duits-Britse astronoom William Herschel.

## Synoniemen
- UGC 6126
- IRAS11010+2909
- MCG 5-26-40
- HARO 26
- ZWG 155.50
- KUG 1101+291
- PGC 33408